# Луань Цзюйцзе
Луань Цзюйцзе (кит.: 栾菊杰, нар. 14 липня 1958, Нанкін, Китай) — канадська, раніше китайська, фехтувальниця на рапірах, олімпійська чемпіонка 1984 року.

## Виступи на Олімпіадах
| Олімпіада         | Дисципліна           | Місце |
| ----------------- | -------------------- | ----- |
| Лос-Анджелес 1984 | індивідуальна рапіра | 1     |
| Лос-Анджелес 1984 | командна рапіра      | 5     |
| Сеул 1988         | індивідуальна рапіра | 25    |
| Сеул 1988         | командна рапіра      | 5     |
| Сідней 2000       | індивідуальна рапіра | 35    |
| Сідней 2000       | командна рапіра      | 9     |
| Пекін 2008        | індивідуальна рапіра | 32    |